# Revolució del 1933 (Andorra)
L'entre-guerres a Andorra es caracteritza per una continuïtat de la crisi econòmica sorgida a la segona meitat del segle xix. El país viu molt precàriament de l'economia de l'Antic Règim. Malgrat que durant el segle xix es mirà de terciaritzar l'economia, aquesta no s'enlaira i les onades d'emigració continuen delmant el gruix poblacional i la seva activitat. Vist amb el temps, l'entre-guerres per Andorra significà un prolongament de les revoltes i els sollevaments populars i nobiliaris de la dècada anterior.
És efectivament en aquesta època en què el país pateix una forta onada contestatària amb què per primera vegada s'aconsegueix implantar el sufragi universal autoritzat únicament als homes majors d'edat i de nacionalitat andorrana. És un fet sense precedents perquè abans d'això el país encara vivia sota el règim de la Nova Reforma. A pesar que fou tot un progrés aprovar-la durant la segona meitat del segle xix, la Nova Reforma és del tot caduca i inadequada amb el segle xx. Segueix donant el vot a uns pocs privilegiats i no hi preveu la participació de les dones. Això feia que el gruix més gros de la població quedés exclòs de poder participar en la política del país.
Les onades d'andorrans que fugen de la situació econòmica andorrana per establir-se a França o Catalunya porten la política andorrana a veure l'anomenada Revolució de 1933 o Fets del 1933. Des de fora les associacions d'andorrans emigrats criticaren virulentament la política andorrana. Mitjançant periòdics feien arribar els nous corrents liberals i capitalistes a Andorra. El Consell General volgué en tot moment censurar l'opinió que es publicava a fora perquè posava en dubte la Nova Reforma.
Els polítics andorrans volgueren fer veure que Andorra era un indret "bucòlic" a l'exterior amb l'objectiu d'evitar qualsevol mena d'intromissió en els assumptes andorrans. Per això miraren de prohibir les recol·lectes de signatures que els emigrats portaren a terme dins d'Andorra per donar el dret a vot a tots els homes majors d'edat i canviar la Constitució per transformar Andorra en una monarquia de règim constitucionalista. Des de Catalunya hi hagué un suport ampli a aquesta canvi de règim i mercès a uns i altres, començà a criticar-se per primera vegada els Pariatges i el seu caràcter feudal, fet que convertia els andorrans en "vassalls".
La implantació de la República a Espanya no canvià gaire les ambicions de Castella vers Andorra. El país continuà sent tractat com a part del territori espanyol. Espanya mirà d'erradicar el coprincipat posant en dubte el títol de copríncep. França mirà de conservar el coprincipat i, per tant, fer front a les pretensions hispàniques. D'aquesta manera s'assegurava tenir sota la seva tutela un territori que considerava seu i que tractava legalment com a colònia francesa.
La construcció de la central hidroelèctrica de FHASA és la que treu el país de la cruïlla. El projecte fou concebut com a mecanisme de modernització del país i d'activació econòmica. La seva presència no canvià a grans trets la política del país malgrat que permeté l'entrada de nous corrents ideològics que fins aleshores mai havien trepitjat sòl andorrà: el socialisme, el comunisme i el sindicalisme.
El sufragi universal atorgat als homes aconseguí ser aprovat i la Segona Guerra Mundial així com la Guerra Civil a Espanya aturaren en sec la modernització i activació econòmica d'Andorra.

## Historiografia
El període d'entreguerres a Andorra ha estat estudiat de forma sumària. Les recerques més abundants tracten sobretot del conflicte sorgit amb FHASA. Existeix informació abundant sobre la situació econòmica d'aquesta època però són pocs els treballs que es focalitzen realment sobre la situació política interna i externa. Alguna informació cal anar-la a buscar a les conseqüències que generà la Guerra Civil a Espanya per Andorra.
Recentment, però, l'historiador Gerhard Lang-Vlachs ha dedicat tot un volum a tractar sobre la Segona República Espanyola i les seves repercussions sobre Andorra. L'entre-guerres és efectivament un període força marcat per l'establiment de la República a Espanya. Aquesta recerca cal acompanyar-la forçosament amb l'estudi realitzat per l'historiador Arnau Vilalta que s'ha endinsat en tot el període d'entre-guerres.
- La cruïlla andorrana de 1933, la revolució de la modernitat, Valls, Cossetània - Fundació Julià Reig, 2009.
- Andorra entre las guerras, Espanya, Círculo Rojo, 2018

De forma complementària, es pot llegir la biografia dedicada al copríncep episcopal i que pot donar alguns detalls sobre la personalitat d'aquesta autoritat de forma a poder contextualitzar algunes de les seves decisions o, si més no, entendre la postura de la Mitra durant el context polític de l'entre-guerres.
- El copríncep Mons. Justí Guitart i el seu temps (1920-1945), Barcelona, Publicacions de l'Abadia de Montserrat, 2008.

Entrant dins la Guerra Civil a Espanya, la periodista Ampara Soriano hi dedicà tot un volum, el més important i complet malgrat que encara hi ha documentació per explotar:
- Amparo Soriano, Andorra durant la Guerra Civil Espanyola, Andorra la Vella, Consell General, 2006

## El protectorat francès

### Imperialisme francès i castellà
França i Castella sempre han considerat Andorra un territori seu. Se la varen disputar pràcticament des que Andorra obté el Pariatge. L'entrada de l'era dels nacionalisme no canvià gaire aquesta situació. Castella dins del seu concepte de nacionalisme pancastellà feia d'Andorra un territori hispànic. França dins del seu concepte de "fronteres naturals" que no deixa de ser un eufemisme per no evocar de manera ben clara les intencions del seu nacionalisme panfrancòfon, tractà Andorra com un protectorat francès. El cas francés mereix especial atenció, ja que malgrat que Castella reclamés Andorra, legalment no podia intervenir-hi, contràriament a França.

Tal com l'esmenta l'historiador Jordi Guillamet Anton, França tractà durant l'entre-guerres a Andorra com un protectorat seu. 
El protectorat és l'un dels dos sistemes de control triats per França durant la colonització. La nació colonitzada o bé era gestionada com un protectorat o bé depenia directament del Departament del Ministeri de les Colònies. El protectorat admetia la sobirania local però l'obligava a tenir un governador francès i acceptar el dirigisme del Ministeri d'Afers Exteriors. 
El règim de protectorat a l'andorrana va fer del veguer i representant del copríncep el governador que normalment hauria de correspondre. Els andorrans del segle XX s'havien de registrar a França i el passaport que se'ls concedia estava tutelat per França.
Influenciats pel catalanisme que troba incongruent que Andorra continuï sent un feu, molts andorrans fan passes perquè es reconegui Andorra com un Estat-Nació a part. És així com el Consell General s'adreçà durant la dècada del 1930 a la Societat de Nacions per a tal que aquesta intervingui en l'afer andorrà vistes les actituds paternalistes d'Espanya i França. Andorra aconsegueix en aquesta època el règim de nacional andorrà que no difereix gaire del règim de nacional a les colònies franceses.
Espanya reivindicava el seu "dret a conquesta" sobre Andorra i per aquest motiu intentà influir en l'ensenyament. L'estat espanyol va voler prohibir el català a les escoles andorranes. El desig de ser i veure's independent s'acaba plasmat al tarannà dels andorrans. Voler editar els seus propis segells, mirar d'introduir un règim de nacional, voler manar sobre els mestres d'escola espanyols, mirar d'introduir el català a l'escola, adreçar-se a les Nacions Unides, entre d'altres, són exemples clars que Andorra no volia pertànyer ni a un costat ni a l'altre.

### Els nacionalisme català i andorrà
La postura andorrana envers el catalanisme és oberta però continguda. Oberta perquè molts andorrans defensaven el dret a autodeterminació dels catalans. Continguda perquè el projecte pancastellà i panfrancès feien perillar clarament l'estatut poc dilucidat d'Andorra. Tot i que des de Catalunya es veiés Andorra com un país a part i admirable en ésser l'únic Estat català independent, aquesta independència era més imaginària que real. La negativa de la Societat de Nacions d'acceptar Andorra com a membre de ple dret exemplifica això mateix.
Els andorrans se senten i es veuen com un país a part i per això es comporten com a tal. Res d'això treu que els polítics andorrans hagueren de jugar al joc de les ambigüitats per a conservar l'estatut d'un territori que és contestat per totes bandes. La premsa catalana fa saber en ocasions variades que és necessari desfer-se dels Pariatges i transformar-se ja en un règim republicà. Els corrents de l'època contagien a molts andorrans i per aquest motiu no foren pocs els qui apostaren per la República i l'autodeterminació de Catalunya.
França com Espanya mai acceptaren els andorrans favorables a la república andorrana. Qualsevol reivindicació republicana era interpretada per aquests dos Estats com a influència directa del catalanisme. Al·lèrgics a qualsevol dret d'autodeterminació, de les colònies com de les nacions continentals, França i Espanya saberen deixar les diferències de banda per imposar les seves voluntats sobre el parlament andorrà afí d'evitar progressos en territori andorrà.

Per als representants del copríncep francès, la independència era una actitud purament anti-francesa, vingués d'on vingués, de Catalunya com de les colònies o Andorra.

Un episodi particular i que en diu molt de la política francoespanyola vers la catalana i andorrana és l'afer de l'Andreu Masssó López. Inspector d'Educació i delegat de Madrid, era catalanista convençut. El Consell General hi mantingué una doble cara en tot moment. En primer lloc fou escollit pel Consell General per a exercir d'advocat-assessor del parlament. En aquesta tasca crea lligams amb president del govern català, Francesc Macià, perquè s'inverteixi en l'educació del país. El Consell General es veu del tot plagut per la seva política educacional. Prova d'això l'augment de sou. Quan Macià retira les subvencions, el parlament andorrà entra dins d'un doble. Andreu és destituït a la força sense el consentiment del parlament andorrà. Aquest reclama que el restitueixin però alhora el difama a les cartes diplomàtiques que envia a París i Madrid. França i Castella no toleren que Andreu introdueixi el català a l'escola o que es posicioni a favor d'una Constitució nova. França veia "cops de força" catalanistes en la persona de n'Andreu.

## Motius per la Revolució

### Llistat de greuges
La revolta del 1933 s'explica per diversos greuges. El primer és la crisi econòmica que delma la població del país. La segona és la presència d'un parlament estamental que no preveu formes democràtiques com el vot de tota la població sense diferències.
Des de l'exterior s'exigeix amb vehemència canvis dins el règim de coprincipat per a fer avançar la política del país en vista de millorar les accions preses contra la crisi econòmica. A banda, el parlament andorrà es troba un seguit de situacions que són contràries a l'exercici lliure de la seva sobirania. França i el Vaticà limiten de forma recurrent l'acció del parlament posant-ne sempre en dubte tota decisió. El parlament hi veu ingerència.
El llistat d'ingerències és llarg però se'n poden detallar algunes tot seguit:
- el parlament va atorgar la concessió a una agència estrangera d'apostes perquè apostés amb curses cavalls a canvi d'un pagament anual. L'objectiu era construir un hospital, una residència per als padrins del país, uns balnearis,... Els delegats permanents dels coprínceps van anul·lar la decisió presa pel parlament,
- influenciada pel bisbe, Espanya va implantar les primeres escoles laiques. La instrucció pública era una competència del parlament, per tant, va demanar subvenció a Espanya, a part de voler que els metres se sotmetessin al seu reglament. El bisbe no ho va acceptar i s'hi va negar perquè volia controlar-les,
- el parlament va nomenar un delegat, Andreu Massó i López, proper al govern català perquè apostés per l'educació en català a Andorra. Andreu també havia de representar el país, però com que era catalanista França hi tenia un rebuig considerable. Els coprínceps l'expulsen,
- el repartiment de correus entre Espanya i França no és ben rebut pel parlament, el qual va demanar l'ingrés del país com a membre autònom a l'organisme internacional corresponent, sense consultar els coprínceps,
- el parlament es va negar a reconèixer el nomenament del notari episcopal,
- el parlament va encarregar a una comissió l'estudi per un registre civil al principat, prerrogativa que pertanyia als recots de cada parròquia, que estaven sota l'ordre del bisbe,
- una comissió del parlament va presentar l'any 1933 al delegat permanent francès una súplica amb 240 firmes perquè s'establís el sufragi universal masculí. El delegat permanent va replicar esbrocant el Consell General per altres motius que no tenien a veure amb la súplica.
- el parlament va acordar fer elaborar el 1933 una Constitució per al país, el bisbe no hi va acordar

### El bucolisme i l'idealisme
La crisi del segle xix va fer que els andorrans emigressin cap a altres països. Es va muntar una comunitat força important a Barcelona (Catalunya) i Besiers (França) d'andorrans. La de Barcelona era la més important. Globalment una part del continent europeu va viure al ritme dels Anys Bojos. És a dir, des dels EUA s'importava l'American Way Life fent que penetrés el capitalisme modern. El cinema, els trusts, el màrqueting, els grata-cels,... tot es desenvolupa de manera radical. Creix tot tant que esclata la bombolla l'any 1929 fent que s'avoqui el planeta en l'anomenada Gran Depressió. Els andorrans que vivien a fora d'Andorra van viure els Anys Bojos a la seva pell. La vida els estava anant relativament bé. Molts van decidir iniciar-se en els negocis. Hi ha molts exemples a destacar d'aquest període. Tanmateix, el més important a rellevar és, si més no, el canvi de mentalitats. A Espanya s'acabava de proclamar a la República, França ja feia un cert temps que n'era una. Paral·lelament, les vagues obreres comencen a fer-se sentir a França, a Europa es reclama el sufragi universal masculí... Òbviament els andorrans que vivien a l'estranger no van restar al marge d'aquests esdeveniments, ans al contrari perquè de fet hi simpatitzaven.
A Andorra la història era una altra cosa. Els andorrans que s'havien quedat al país no havien experimentat aquests canvis. La vida era monòtona, floklòrica. L'únic punt rellevant eren les festivitats religioses i l'obsessió per la construcció de carreteres que es va traduir en FHASA. La Primera Guerra Mundial va aturar la tensió de la Qüestió d'Andorra o, en qualsevol cas, la va afluixar. El Consell General es nodria del model de la Nova Reforma. Era un model totalment estamental en què només es podien escollir els caps de casa. El parlament tenia doncs un caràcter molt immobilista, amb poques ganes de canvis, ben instal·lat gràcies als privilegis que havia anat acumulant. Des de l'exterior, principalment la premsa espanyola, es donava una imatge absolutament idealitzada, bucòlica, que el parlament andorrà reforçava. Era intencionat perquè es garantia d'aquesta manera el manteniment de l'ordre establert.

## Aires de canvis

### L'abolició dels delmes i el redreçament de la situació econòmica
Durant el període d'entre-guerres s'aboleixen els delmes i mercès a això el país s'allibera d'imposts feixucs que no permeten al parlament andorrà invertir sobre l'activitat econòmica del país. En plusvàlua, l'abolició d'aquest impost feudal permet a Andorra avançar una mica més en el camp de la democràcia. 
La crisi econòmica arrossegada de la segona meitat del segle xix sembla que finalment acaba tenint sortida mercès a la construcció de Forces Hidroelèctriques d'Andorra, Societat Anònima. La desitjada terciarització del país necessitava obrir les vies d'entrada i sortida al territori nacional. Sense això no hi havia manera d'invertir-hi en altres camps. Les comunicacions a Andorra esdevenen un camp de batalla a l'entre-guerres. Si a altres països la Revolució Industrial fou sinònim de línies fèrries, a Andorra aquesta tingué el nom de carreteres.
La construcció de carreteres necessitava diners i el parlament andorrà no en tenia. És per aquest motiu que durant l'entre-guerres inicia passos importants que porten a l'abolició dels delmes deguts al copríncep episcopal. A través de la constitució de la Junta Administrativa de Carreteres s'intentà construir les primeres carreteres amb diners públics. Posats mans a l'obra, l'administració andorrana s'adona que no té capacitat per a continuar. La manca de recursos fe que es reclamés l'abolició dels delmes a la Mitra. El bisbat d'Urgell s'hi negà durant força temps fins que finalment la Junta de carreteres aconseguí fer raonar-lo. El copríncep veia en aquesta sol·licitud una manera més de desproveir-lo del seu dret a ésser co-sobirà d'Andorra.
Els esforços no varen ser fructífers. Tot i l'abolició dels delmes, el parlament andorrà només va aconseguir apariar un camí de tres metres d'amplada entre Soldeu i el Pas de la Casa. La junta va haver de tornar a la idea inicial de concessionsvegeu-ne més. En aquesta segona fase, el parlament andorrà decideix aprofitar la instal·lació de centrals elèctriques una mica per tot la serralada dels Pirineus per a captar capital estranger amb el qual treure el país de la incomunicació. L'any 1929 el Consell General concedeix a una empresa de fabricació d'electricitat hidràulicael permís per poder produir electricitat a Andorra a canvi de construir-hi carreteres.
Nota: el país ja gaudia des de la darreria del segle xix d'electricitat. Els molins fariners i algunes serradores eren utilitzades per a proveir algunes privats d'electricitat. 
La concessió de 75 anys a FHASA (Forces Hidroelèctriques d'Andorra) l'any 1929 a l'empresari Boussac i Llorenç Gómez va implicar l'entrada finalment al món capitalista i a la Revolució Industrial. L'any 1933 l'empresa va complir el tracte i va construir una carretera d'Andorra la Vella a la frontera francesa i el 1934 d'Andorra la Vella a Ordino. El país es va obrir a la fi a l'exterior. El govern de Madrid, per la seva banda, va acabar d'enllestir el treball construint una carretera de la Seu d'Urgell a la Plaça d'Andorra la Vella l'any 1913. L'electrificació del país va permetre un salt important per als andorrans. S'instal·len els primers bancs, Banc Agrícol i Comercial, la primera policia, la primera ràdio,...

### La súplica pel sufragi universal masculí
Els immigrants andorrans de Barcelona volen veure canvis al país. Per això promouen la recollida de signatures a Andorra amb l'objectiu d'aprovar el sufragi universal atorgat als homes majors d'edat i de nacionalitat andorrana. Crearen una revista que difonia opinió al país i una associació per a donar suport a les seves iniciatives des d'Andorra. La Llei a Andorra prohibia les associacions de tota mena i tampoc preveia la llibertat d'expressió de forma explícita.
Degut a això la recollida fou del tot complicada:
- La revista fou censurada pel parlament andorrà
- Joves Andorrans hagueren de reunir-se d'amagat
- Les campanyes de recollida de signatures foren clausurades
- L'administració andorrana baní tot pamflet propagandístic

Les prohibicions no aconseguiren la retrocés de Joves Andorrans. Per aquest motiu el parlament andorrà accedeix a acceptar les signatures però l'admissió té doble fons. El parlament sabia perfectament que una decisió com aquella seria rebutjada pels coprínceps. Els coprínceps la rebutjarien simplement perquè a França els carrers s'incendien perquè el govern no vol donar dret a vot als ciutadans i alhora el projecte pannacional francès no acceptarà una decisió presa pel parlament andorrà que és qui sobiranament hauria d'aprovar l'ampliació del vot. Així, el parlament andorrà s'evitava, d'una banda, les crítiques en contra seva per no voler autoritzar el dret a vot i la recollida de signatures, i d'altra banda, apuntava igualment al llistat de greuges una causa més per a criticar, aquesta volta sense gaire fonament, els coprínceps.

El 17 de gener del 1933 una delegació del Consell General s'adreça als delegats permanents del copríncep a Perpinyà per tal de presentar-hi la sol·licitud. La delegació permanent rep escridassant la delegació andorrana per haver mirat de tornar a instal·lar casinos al país i per haver ampliat les línies telefòniques que França i Espanya es disputaven sense haver-ho comunitat abans al copríncep francès.
Nota: la instal·lació de línies telefòniques a Andorra és l'objecte de nous encontres entre Andorra, Espanya i França. França i Espanya pretenen mitjançant la seva instal·lació continuar amb la política pannacional mentre que Andorra mira de prendre decisions sobre les línies en considerar que allò és competència seva en ésser els representants de la sobirania popular.
La sol·licitud per ampliar el dret a vot és acceptada per part francesa però aquesta avisar que caldria abans d'això demanar l'opinió del copríncep episcopal en virtut dels Pariatges. El parlament hi interpreta una negativa i trasllada a la població que les delegacions dels coprínceps hi són contràries. La delegació francesa decideix enviar la proposa directament al copríncep Albert Lebrun i informar-lo que convé aprovar-la però que prèviament caldria consultar-ho amb la població mateixa organitzant una consulta popular. El cas és que el parlament andorrà aconsegueix exaltar els ànims de la població amb relació a aquesta qüestió.

### Les vagues de FHASA

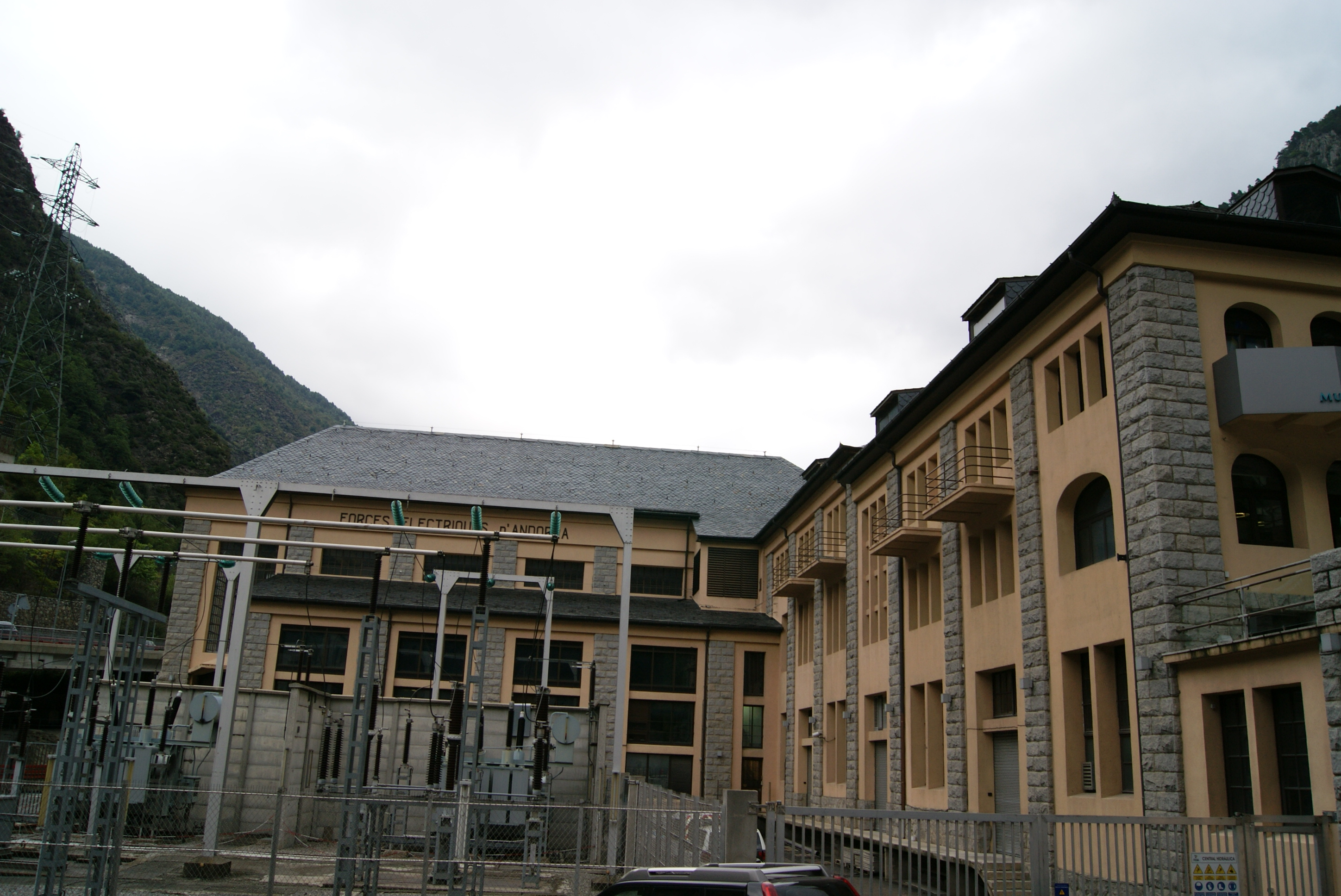
Antic edifici de FHASA, avui transformat en el Museu de l'Electricitat.

La construcció de la central hidroelèctrica necessitava una massa important de treballadors. L'empresa va contractar més de dos mil obrers. El Consell General per tal de reactivar l'activitat econòmica interna volgué que l'empresa contractés personal andorrà. Però, al final, bona part la mà d'obra seria espanyola, francesa, catalana o gallega. La majoria dels càrrecs tècnics, per contra, eren suïssos. Les condicions de treball eren pèssimes. L'empresa augmentava les hores de treball sense consens ni acord, els treballadors no tenien dies i hores de descans, treballaven per un salari insuficient per sobreviure, no hi havia condicions higièniques,... Alguns van acabar per quedar-se al país, d'altres van marxar. Hi havia una clara diferència entre la mà d'obra i la tècnica. Els tècnics guanyaven el doble que aquells que es jugaven la vida construint l'edifici.
Són aquestes condicions de vida pròpies de la introducció inicial del capitalisme la que procura Andorra nous corrents ideològics que fins aleshores mai havien trepitjat territori nacional. Els obrers de la central pertanyien en la seva majoria a la Confederació Regional del Treball catalana, una filial de la CNT (el sindicat anarquista. Foren doncs els sindicats catalans els qui donaren suport a les reivindicacions dels obrers de la central elèctrica. Aquests ben aviat decidiren demanar condicions de vida, higiene i treball dignes.

El parlament andorrà que es constituïa per classe alta burgesa no veia en cap moment necessitat de regular el mercat laboral i veia a les reivindicacions dels obrers una amenaça per la desaparició del règim de coprincipat en haver-hi clares voluntats de transformar Andorra en una República. L'associació Joves Andorrans s'uní a les reivindicacions dels obrers de FHASA i degut a això el parlament hi trobà un rival més.
A mesura que entrava immigració al país, aquesta esdevenia majoritària. El Consell General tenia aquella por infundada a la diferència, al fet que li prenguessin el país. És lògic pensar que els canvis propis del segle XX havien d'alterar perdurablement aquestes actituds.
Tres vagues successives que tingueren lloc entre el 1931 i el 1933 porten el parlament andorrà a constituir la primera policial nacional amb la intenció declarada de reprimir tota vaga o manifestació contrària a allò que es dictava des del parlament. Llavors el cos policial era anomenat "cos d'ordre".

La manera en com la revista Andorra Agrícola cobrí els esdeveniments diu molt de la mentalitat d'una època. Així doncs, segons aquesta, els obrers de FHASA van celebrar un míting l'any 1933 amb “caràcter especial”. S'oposaven “rotundament a les autoritats” del país, és a dir, al Consell General. L'article segueix, “en vista d'aquest acte de rebel·lia, l'hbl. Batlle Anton Tomàs, secundat pel cap de la Policia”, “després d'haver mobilitzat tres-cents homes armats”, “expulsaren del país tots els capitostos del citat moviment”, és a dir, els obrers responsables de la vaga. Segons relata l'article, foren expulsats del país i se'ls amenaçar de no tornar-hi més mai sota pena de “ser entregats com a presoners a les autoritats franceses”. Segons la premsa, el Sindicat de Barcelona s'hi va desplaçar per desblocar la situació. Però les “autoritats” van “denegar l'entrada a territori andorrà”, “es muntà una guàrdia civil a la frontera”, “per tal d'evitar el retorn dels pertorbadors expulsats”.

## La Revolució del 1933

### El cop de força
Des de Joves Andorrans es veia les consultes als coprínceps una manera més d'embolicar la troca per a no respondre positivament a la sol·licitud. Des del seu punt de vista era incongruent haver de demanar el vist-i-plau als coprínceps quan ha de ser el poble andorrà representat al parlament qui prengui la decisió. Alhora es veia en els viatges de les delegacions andorranes una forma de vassallatge i de pèrdua de temps. L'enviament de cartes personals entre els coprínceps es veia com una manera més de perdre encara més temps. No era necessari la multitud de viatges i cartes burocràtiques per una simple ampliació del dret a vot que ja s'havia aprovat prèviament mitjançant una campanya de recollida de signatures.
Per tot plegat Joves Andorrans, tot aprofitant que la policia andorrana es trobava ocupada a reprimir les vagues de FHASA, el 5 d'abril del 1933, irromp a la Casa de la Vall, confiscant-ne les claus, tancant-ne les portes i obligant el parlament a aprovar l'ampliació del dret a vot. El cop d'Estat començà amb la lectura d'un manifest al si del parlament que es resumeix tot seguit:
- Una "constitució democràtica" que delimités els deures i obligacions dels coprínceps
- Una constitució que garantís els drets del "poble andorrà"
- "Llibertat de consciència, de pensament i paraula"
- "Garantia dels drets individuals i col·lectius"
- Sessions parlamentàries obertes al públic
- Majoria d'edat als 23 anys apel·lant al fet que a França s'era major als 21
- Aprovació del "sufragi universal masculí"
- Drets laborals, "ensenyament de la noia", "ensenyament en llengua catalana, sense" vetar "qualsevol altra llengua"

Comença a partir de llavors un estira-i-arronsa amb el Consell General. Si no fos per les ingerències ja habituals era probable que el Consell General no cedís. Però ho va fer i va acabar per aprovar la reforma electoral a partir de la qual s'estableix a Andorra el sufragi universal masculí. Joves Andorrans va començar a fer-ne divulgació.

### El destacament de gendarmes

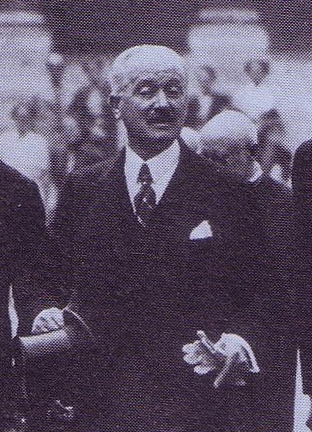
Fotografia del copríncep francès Albert Lebrun.

El cop d'Estat fou molt mal rebut per part de les delegacions dels dos coprínceps. Es considerava des de França i el Vaticà que s'estava menyspreant la seva sobirania. És a dir, les delegacions no toleraven que l'associació es creiés amb la potestat de prendre decisions per sobre seu. Més encara, tampoc acceptava la potestat del parlament andorrà per a aprovar la Llei d'ampliació del dret a vot. I és que l'estira-i-arronsa entre parlamentaris i Joves Andorrans dona fruits. El parlament accedeix i acaba oposant-se als dos coprínceps per voluntat pròpia.
Per tot, el copríncep francès adverteix el parlament: o aboleix la reforma electoral o envia un destacament de gendarmes a Andorra. Les discrepàncies no se salven i França enviar finalment el seu destacament de gendarmes. El parlament andorrà retreia a l'Estat francès de considerar-lo com un subjecte i no com una personalitat pròpia raó per la qual decideix donar suport a la reforma electoral.
El bisbe envia cartes a Madrid per a informar que no està gens d'acord amb el cop d'Estat i l'actitud del parlament andorrà. Alhora voldria enviar guàrdies civils perquè d'aquesta manera feia entendre a França que el copríncep episcopal també mana. A Madrid es pren el relleu i s'acusa l'Estat francès de comportar-se malèficament contra Andorra. Darrere les acusacions d'actitud "malèfica" hi sobretot un aprofitament de la situació per a fer-se amb territori andorrà. El parlament andorrà envia una carta Vaticà denunciant l'abús del bisbe de la Seu d'Urgell.
Els coprínceps destitueixen el parlament andorrà i creen una comissió constituïda per andorrans per gestionar la situació fins al restabliment de la calma. A més, tallen el proveïment econòmic del parlament. Des de França es vol veure en la reclama de més democràcia un "cop catalanista" a Andorra. Tota mostra de crítica és percebuda per França com una actitud "anti-francesa".

La comissió mai veu la llum. Els membres que havien de formar-la s'hi neguen. Molts andorrans fugiren per refugiar-se a la Seu d'Urgell des d'on apel·laren a la resistència. Els gendarmes començaren a detenir massivament les autoritats andorranes per obligar-les a cedir mentre aquestes desobeïen obertament. El fet que Esquerra Republicana de Catalunya donés suport a la revolta podria explicar que França hi veiés un cop d'Estat catalanista. Però les acusacions eren cada vegada més absurdes. ERC volia simplement l'establiment d'una democràcia a Andorra. Això sí, mercès a ERC, la premsa basca acabà filtrant que un suís es feu portaveu del parlament andorrà la Societat de Nacions. Andorrà hi defensà que França n'estava vulnerant els seus drets i aquesta respongué que Andorra no tenia la mida suficient per a ser considerada com a Estat-nació a part. Joves Andorrans aconsegueixen fer-se amb l'opinió pública internacional. La premsa divulga crítiques serioses contra l'Estat francès per la seva gestió del conflicte. No hi veu cap mena d'anormalitat en exigir reformes com la que Joves Andorrans volia. París acaba preocupant-se'n i per això mateix cedeix.
La notícia sobre els aldarulls a Andorra s'acampà per la premsa internacional fins a ser notícia als Estats Units, Catalunya, Castella, el País Basc i França. El mateix president Franklin Roosevelt envià una carta al síndic Picart per fer-li part de la seva preocupació. Alhora l'ambaixador britànic de Barcelona es desplaçà a Andorra. Els periòdics britànics són els qui donen lloc al cop de força del 1933. S'hi parlà directament d'autèntica "revolution in Andorra". A la premsa catalana hi havia clarament una posició molt favorable a Joves Andorrans i a la implantació d'una República. La premsa espanyola tingué dues postures: posició a la catalana, aquella que divulgava la premsa d'esquerres i la posició en contra de la catalana i a favor de mantenir un règim estamental, que és la que divulgava la premsa de dretes. La premsa francesa fou la més contrària i defensà el govern francès adoptant el vocabulari de l'Estat: elements "anti-francesos". La premsa britànica fou la més neutral, tot i publicar articles totalment favorables a la revolta.
De forma general la premsa criticà amb molta duresa l'actitud dels dos coprínceps. Des de la premsa s'arribà a qualificar l'actitud de l'Estat francès de pròpia del règim salazarista. París no hi veu alternativa i resol celebrar noves eleccions al parlament tot aplicant ja el règim de sufragi universal atorgat als homes.
Nota: la premsa britànica i espanyola no acabaven d'entendre del tot el sistema de coprincipat. En canvi la catalana sí. És per aquesta raó que la Revolució del 1933 mai va ser explicada a Catalunya com un triomf de règim cap a una república, que en canvi sí que va ser-ho a la premsa internacional.

### Les eleccions generals del 1933
A les eleccions dos camps rivals s'hi presentaren. Els favorables a canviar el règim de coprincipat i fer d'Andorra un Estat sobirà amb monarquia constitucional i els contraris a tot això. Els primers voldrien un sufragi universal per als homes, els segons no el volen. Unió Andorrana fou la reconversió de Joves Andorrans en partit polític. Els contraris prengueren forma de Grup Nacionalista Integral.
Nora: l'apel·lació de "grup nacionalista integral" fa suposar en l'actualitat que els contraris a Unió Andorrana eren del tot favorables a la ideologia colonialista francesa. És justament l'extrema dreta francesa qui es reivindicava en aquella època de nacionalista integral.
La gendarmeria francesa es quedà patrullant a Andorra per ordre del copríncep. Segons la versió oficial havien de garantir la calma però les vagues a FHASA i el comportament que la policia andorrana i francesa els reservà va fer arribar a la conclusió en aquella època que la permanència de la gendarmeria es feia perquè es volia reprimir el sindicalisme andorrà. Tant és així que les pallisses proporcionades contra els manifestants de FHASA foren qualificades popularment d'"expedició punitiva".
Les eleccions van acabar per donar una victòria aclaparadora a Grup Nacionalista Integral. Avui la victòria podria ser percebuda com a incomprensible. Però el context de l'època podria explicar els resultats. Els andorrans que vivien a Andorra mai havien viscut els canvis radicals que s'estaven donant a fora i, per tant, era més que probable que el canvi de mentalitats dels andorrans emigrats no fos el mateix que els no emigrats.

## Borís I, rei d'Andorra
Durant la Primera Guerra Mundial a Rússia s'hi estableix un règim comunista. Els partidaris de la monarquia i de l'absolutisme marxen en massa degut a les persecucions que els confereix el nou règim. Són els anomenats russos blancs. A Andorra mai hi hagué cap règim comunista i tampoc el perill de caure en el comunisme. Tot i així, un episodi particular i que ha despertat molt l'atenció de la premsa andorrana contemporània obliga a parlar dels russos blancs.
Borís Mikhàlovitx Skóvirev-Mavrusov és el nom que més s'ha acabat retenint entre els contemporanis fins al punt de dedicar-hi novel·les. Era un rus blanc que havia nascut a la capital actual de Lituània. Poliglot, serví la Foreign Office fins a l'any 1925 com a espia. Fuig del seu país d'origen (Rússia) en esclatar la Revolució Russa del 1917. Es procura asil polític, passa pels Països Baixos, pel Regne Unit i aconsegueix el passaport Nasen.

Rodamón, trepitja sol andorrà l'any 1933. Tot veien la situació de la Revolució de 1933, aprofita l'ocasió per a proclamar-se Rei d'Andorra. Convens el parlament andorrà que farà d'Andorra un centre de negocis. Els diu que durant la seva estada als Països Baixos treballà per la família reial neerlandesa. Arribà fins i tot a afirmar que tenia el títol de comte d'Orange. Estableix residència al xalat de la Margineda d'Andorra la Vella. Afalagat, el parlament el proclama rei d'Andorra i fa redactar una Constitució nova. Se'n distribueixen 10.000 exemplars.
Nota: els historiadors el consideren com un aventurer oportunista. Se l'anomena vulgarment "rei de pandereta". Borís és una figura molt controvertida a Andorra. Les informacions de què disposen els historiadors són poc concloents. És cert que fou proclamat rei però tot allò que envolta la seva vida és una incògnita. Informació extreta dels arxius policials neerlandesos porta a pensar que es dedicava a estafar als Països Baixos i que degut a això fou expulsat d'aquest país.
És expulsat d'Andorra pels coprínceps que veuen com concedeix entrevistes a The Times, Dailey Herald o Ahora. França és informada immediatament de la proclamació. El 21 de juliol quatre guàrdies civils i un sergent s'encarreguen d'expulsar-lo.